# Хлюсты (Псковская область)
Хлюсты — деревня в Себежском районе Псковской области России. Входит в состав сельского поселения Себежское.

## География
Находится на юго-западе региона, в северной части района, в лесной местности около деревни Козоново. Между ними находится вершина в 145 метров.
Уличная сеть не развита.

## История
В XIX веке земли поселения Хлюсты входили в Афанасьево-Слободской волости Опочецкого уезда Псковской губернии.
В 1941—1944 гг. местность находилась под фашистской оккупацией войсками Гитлеровской Германии. В июне 1943 года деревни Афанасьево-Слободского сельсовета, в том числе Хлюсты, были сожжены фашистами.
До 1954 года деревня входила в Афанасьево-Слободской сельсовет. После его упразднения, согласно Указу Президиума Верховного Совета РСФСР от 16 июня 1954 года, деревня вошла в состав Томсинского сельского Совета, где находилась до 1995 года.
Постановлением Псковского областного Собрания депутатов от 26 января 1995 года все сельсоветы в Псковской области были переименованы в волости и деревня стала частью Томсинской волости.
Законом Псковской области от 3 июня 2010 года Томсинская волость была упразднена и путём объединения с Глембочинской, Долосчанской, Дубровской и Лавровской волостями к 1 июля 2010 года было образовано новое муниципальное образование «Себежское», куда и вошла деревня Хлюсты.

## Население
| 2001 | 2002 | 2010 |
| ---- | ---- | ---- |
| 3    | ↘2   | →2   |

Согласно результатам переписи 2002 года, в национальной структуре населения русские составляли 100 % от общей численности в 2 чел..

## Инфраструктура
Личное подсобное хозяйство.

## Транспорт
Деревня доступна по просёлочным дорогам.